# Sheffield (Alabama)
 Sheffield, Alabama és una població dels Estats Units a l'estat d'Alabama. Segons el cens del 2000 tenia 9.652 habitants.

## Demografia
Segons el cens del 2000, Sheffield tenia 9.652 habitants, 4.243 habitatges, i 2.711 famílies La densitat de població era de 568,1 habitants/km².
Dels 4.243 habitatges en un 27,2% hi vivien nens de menys de 18 anys, en un 43,3% hi vivien parelles casades, en un 16,7% dones solteres, i en un 36,1% no eren unitats familiars. En el 32,5% dels habitatges hi vivien persones soles el 15,5% de les quals corresponia a persones de 65 anys o més que vivien soles. El nombre mitjà de persones vivint en cada habitatge era de 2,27 i el nombre mitjà de persones que vivien en cada família era de 2,87.
Per edats la població es repartia de la següent manera: un 23,7% tenia menys de 18 anys, un 8% entre 18 i 24, un 26,6% entre 25 i 44, un 22,6% de 45 a 60 i un 19% 65 anys o més.
L'edat mediana era de 39 anys. Per cada 100 dones hi havia 85,5 homes. Per cada 100 dones de 18 o més anys hi havia 80,6 homes.
La renda mediana per habitatge era de 26.673 $ i la renda mediana per família de 33.877 $. Els homes tenien una renda mediana de 30.378 $ mentre que les dones 18.033 $. La renda per capita de la població era de 16.022 $. Aproximadament el 16,5% de les famílies i el 18,7% de la població estaven per davall del llindar de pobresa.

## Poblacions més properes
El següent diagrama mostra les poblacions més properes.